# 羅君左
羅君左（英語：Elton Loo Kwan Chor，1959年7月12日—2010年11月13日），香港男性影視演員及配音員。

## 生平
羅君左生於貧窮家庭，早年在九龍彩虹邨成長，1965年畢業於太子道潔瑩幼稚園，中學未畢業便要在上官小威兄弟的漫畫公司兼職幫補家計。而他與哥哥關係不太好，且一直都過著不快樂的童年。他於1980年加入香港電台廣播劇組，參與《沈勝衣》、《風信子》等劇演出，後受無綫電視監製曾勵珍邀請，轉投無綫電視。1981年至1986年間，他在《香港八一》至《香港八六》系列的處境劇中飾演陳斌（斌仔）一角深入民心，故斌仔成為其專有綽號。之後，他加入長壽綜藝節目《歡樂今宵》演出，其在節目中的模仿明星表演尤為出色，同時亦參與幕後配音工作。
1987年，羅君左母親因為肺癌離世，其哥哥也因交通意外身亡。父親也在1994年因哮喘病病發逝世，親人只餘下嫂嫂及姪女，但彼此鮮有聯絡。1990年，他憑自己所編寫的舞台劇《心窗》，榮獲馬來西亞 HVD電視台「全年優異劇本獎」；至2000年又憑《娛樂反斗星》「肥媽」一角獲提名「本年度我最喜愛的角色」。後來他身體狀況欠佳，淡出影視作品演出，2009年9月因細菌感染及糖尿病影響傷口不能癒合，而被迫接受右小腿切除手術。他本人曾向媒體表示，康復後可能會轉行從事其他職業。然而截肢半年多後仍為無綫電視拍攝電視劇《不速之約》，飾演患有家族遺傳糖尿病，右腳因受細菌感染而被切除的病人阿智。因他在患病期間表現出堅毅的求生意志，便獲香港再生會頒發「再生會傑出生命獎」。
2010年11月12日，羅君左因心臟病發昏迷入住廣華醫院，並於翌日傍晚6時38分在深切治療病房安詳離世，終年51歲。在其病逝後無綫電視透過節目《東張西望》和《娛樂頭條》製作了相關紀念特輯以作懷念。

## 感情生活
羅君左曾在透露自己的感情事迹，其表示自己在1983年與一位圈中人拍拖，後來該女友向傳媒踢爆羅君左好友梅艷芳的戀情，羅君左憤而即時分手。到了2005年他遇上另一個意中人，但因為怕連累對方而拒愛。

## 軼聞
羅君左是著名歌后梅艷芳的生前好友，二人在1981年互相認識。自梅艷芳在2003年去世後，他在世時每年均出席悼念她的活動。其圈中好友眾多如胡渭康、梁葆貞、蕭鍵鏗、李成昌、莫鎮賢、林偉、廖安麗、鄧英敏與唐韋琪等。又羅君左生前原本有一個舞台劇劇本，並希望可以由自己執導，並找導演兼好友蕭鍵鏗合作，但未成事已經病逝。他曾撰寫《我走出死蔭的幽谷》記載他在抗病十年間的血淚史。據鄧英敏指，羅君左為人善良和健談，是個不可多得的好朋友。而盧海鵬則讚揚他工作積極投入，一班長輩都疼錫他。

## 演出作品

### 電視劇

#### 無綫電視
1981-1986年
- 《香港八一》-《香港八六》 飾 陳斌（斌仔）

1988年
- 《誓不低頭》

1989年
- 《花月佳期》
- 《萬家傳說》 飾 王潤發

1991年
- 《浪族闊少爺》 飾 馮俊男
- 《蜀山奇俠之仙侶奇緣》 飾 樂無涯
- 《卡拉屋企》 飾 發同學
- 《天龍奇俠》 飾 胡帝

1992年
- 《龍的天空》 飾 戴躍進
- 《他來自天堂》 飾 女歌手
- 《風之刀》 飾 老余
- 《中神通王重陽》 飾 阿虎
- 《水滸英雄傳》飾 唐牛兒

1993年
- 《飛星尋龍》 飾 女歌手
- 《天倫》 飾 職員
- 《壹號皇庭II》 飾 Frankie Au
- 《馬場大亨》 飾 馬評家
- 《南俠展昭》 飾 王朝

1994年
- 《金毛獅王》 飾 庫庫特穆爾
- 《烈火狂奔》 飾 周啟祥
- 《壹號皇庭III》 飾 阿成（弱智人士）（第7集）

1995年
- 《刑事偵緝檔案》 飾 Thomas（酒吧經理）
- 《O記實錄》 飾 阿俊
- 《神鵰俠侶》 飾 鹿清篤
- 《刑事偵緝檔案II》 飾 Thomas（容金枝之酒吧合伙人）

1996年
- 《天地男兒》飾 李錦安
- 《河東獅吼》 飾 張希
- 《900重案追兇》 飾 余友信
- 《笑傲江湖》 飾 王伯奮
- 《闔府統請》 飾 余家勤
- 《O記實錄II》 飾 Ray

1997年
- 《樂壇插班生》 飾 占叔
- 《大刺客之呂四娘》 飾 朱旭
- 《天龍八部》 飾 包不同
- 《大鬧廣昌隆》 飾 車達夫、車達君舅父（陰間）
- 《刑事偵緝檔案III》 飾 Thomas（「秀色可餐」食店領班）
- 《隱形怪傑》 飾  King Sir
- 《美味天王》 飾 杜向風
- 《真命天師》 飾 肥巴子

1998年
- 《天地豪情》 飾 私家偵探
- 《鹿鼎記》 飾 桑結喇嘛
- 《妙手仁心》 飾 陳定琛（Samson）
- 《西遊記（貳）》 飾 牛郎／清風
- 《外父唔怕做》 飾 包子

1999年
- 《鑑證實錄II》 飾 檢察官（「金妙鈴性侵害案」之檢察官）
- 《先生貴性》 飾 醫生
- 《金玉滿堂》 飾 玉山
- 《刑事偵緝檔案IV》 飾 何菲立（Philip）（田思思及華寶晶的經理人）
- 《狀王宋世傑（貳）》 飾 田七
- 《全院滿座》 飾 郭小章
- 《反黑先鋒》 飾 神父
- 《布袋和尚》 飾 白無常
- 《創世紀》 飾 榮亨的朋友
- 《衝上人間》 飾 周監製

2000年
- 《夢想成真》 飾 John（第13集）
- 《撻出愛火花》 飾 廖Sir
- 《金裝四大才子》 飾 楊名聲
- 《廟街·媽·兄弟》 飾 肥貓
- 《碧血劍》 飾 王應朝

2001年
- 《娛樂反斗星》 飾 肥媽
- 《倚天屠龍記》 飾 說不得
- 《皆大歡喜》 飾 關醫師（2001-2002）

2002年
- 《絕世好爸》 飾 德哥
- 《談判專家》 飾 Michael
- 《皆大歡喜》 飾 珍品軒老闆
- 《再生緣》 饰 路公公

2003年
- 《天子尋龍》 飾 禮部尚書
- 《皆大歡喜》 飾 聯哥、中式廚師、音響店老闆（2003-2005）
- 《黑夜彩虹》 飾 林大狀（第20集）
- 《花樣中年》 飾 立

2004年
- 《皆大歡喜》 飾 阿華、老闆
- 《無名天使3D》 飾 村民
- 《金枝欲孽》 飾 曹鎮南（鄂羅理外甥）
- 《楚漢驕雄》 飾 趙高

2005年
- 《甜孫爺爺》 飾 根
- 《老婆大人》 飾 汪　洋（裁判法院職員）
- 《情迷黑森林》 飾 勞山
- 《人間蒸發》 飾 張宗齊

2006年
- 《鐵血保鏢》 飾 泉叔（會友鏢局員工）
- 《潮爆大狀》 飾 法庭書記
- 《愛情全保》 飾 導演
- 《法證先鋒》 飾 周文滔（孻叔浮屍案：興中貿易助理經理）
- 《轉世驚情》 飾 佛祖
- 《鳳凰四重奏》飾 唯　明、鄒楚杰
- 《滙通天下》 飾 周老幫（廣東十三老幫）
- 《賭場風雲》 飾 司馬律師

2007年
- 《歲月風雲》 飾 獨立董事
- 《通天幹探》 飾 金　仔（黃晶瑩之追求者）

2008年
- 《溏心風暴之家好月圓》 飾 寶哥
- 《搜神傳》 飾 土地公
- 《少年四大名捕》 飾 大理寺卿
- 《畢打自己人》 飾 余南昌（第32集、第81集、第138集）（2008-2010）
- 《東山飄雨西關晴》 飾 黎老闆

2009年
- 《幕後大老爺》 飾 官員
- 《巾幗梟雄》 飾 鍾老闆
- 《美麗高解像》 飾 慈善機構代表

2010年
- 《秋香怒點唐伯虎》 飾 家丁王
- 《蒲松齡》 飾 陳永隆
- 《施公奇案II》 飾 盧達

2011年
- 《七號差館》 飾 牙醫
- 《蓋世孖寶》 飾 楊天富
- 《不速之約》 飾 阿智（此劇於2010年拍攝，是羅君左生前的最後演出）

2012年
- 《盛世仁傑》 飾 吉
- 《我外母唔係人》 飾 中年神秘男子
- 《驚艷一槍》 飾 米公公

### 電影
- 1983年：瘋狂83 飾 陳斌（斌仔）
- 1988年：黑心鬼
- 1989年：大男人小傳
- 1991年：開心鬼上錯身 飾 吱吱
- 1991年：表姐，妳玩野！
- 1993年：警花肉搏強姦黨
- 1994年：喂，搵邊位？
- 1995年：金玉滿堂
- 1995年：告別有情天
- 1996年：藝壇照妖鏡之96應召名冊
- 1998年：亞李、爸爸兩個大盜
- 1999年：安仔與波子 飾 波子
- 2000年：大踢爆
- 2003年：殺入警察局

### 電視節目

#### 無綫電視
- 《歡樂今宵》
- 《再會歡樂今宵》
- 《一擲千金》飾 Banker

香港電台
- 《群星匯正音》 飾 賈公子

### 電臺節目

#### 香港電台第二台
- 《瘋Show快活人》

### 廣播劇

#### 香港電台
1980年
- 《燭光.秋夜.紫羅蘭》 飾 阿明
- 《沈勝衣之風雷震九州》 飾 司馬六如／杜家武士／段志傑

1981年
- 《風信子》 飾 醫生
- 《煙外曉雲輕》 飾 李強國
- 《譜一首愛的歌》 飾 伙記／路人
- 《沈勝衣之魔刀》 飾 方直

1991年
- 《中華五千年》 飾 元武宗海山可汗

2006年
- 《獅子山下》 飾 何主任

## 配音
1990年
- 《瘦虎肥龍》

1995年
- 《雪姑七友》 飾 生氣（Grumpy）

1996年
- 《愛麗絲夢遊仙境》 飾 對對得及紅心皇帝（Tweedledum, King of Hearts）
- 《鐘樓駝俠》 飾 奧斯士兵（Oafish Guard）

1997年
- 《大力士》 飾 阿墨斯（Hermes）[7]

1998年
- 《花木蘭》 飾 阿寧（Ling）

1999年
- 《玉蒲團四之雲雨山莊》 飾 未央生（潘震偉飾演）
- 《泰山》

2000年
- 《美女與野獸：雪地奇緣》 飾 菲爾（Fife）[8]

2002年
- 《哈利波特：消失的密室》 飾 多比（Dobby）
- 《仙履奇緣2：美夢成真》 飾 公爵（Grand Duke）

2003年
- 《扮嘢小魔星：史迪仔開心逐個捉》飾 倉鼠威（Dr. Hämsterviel）

2005年
- 《花木蘭2》 飾 阿寧（Ling）

2007年
- 《仙履奇緣3：魔法逆轉》飾 公爵（Grand Duke）

2009年
- 《超級零零狗》

## 廣播劇
| 年份 | 廣播劇名稱 | 配演角色 | 備註    |
| ---- | ---------- | -------- | ------- |
| 2006 | 獅子山下   | 何主任   | 第1-3集 |

## 訪問
3周刊：
第448期：好姨講場：羅君左周身刀
香港蘋果日報2009年10月11日：
男生圍：羅君左壯士截肢換新生